# Martina Salomon

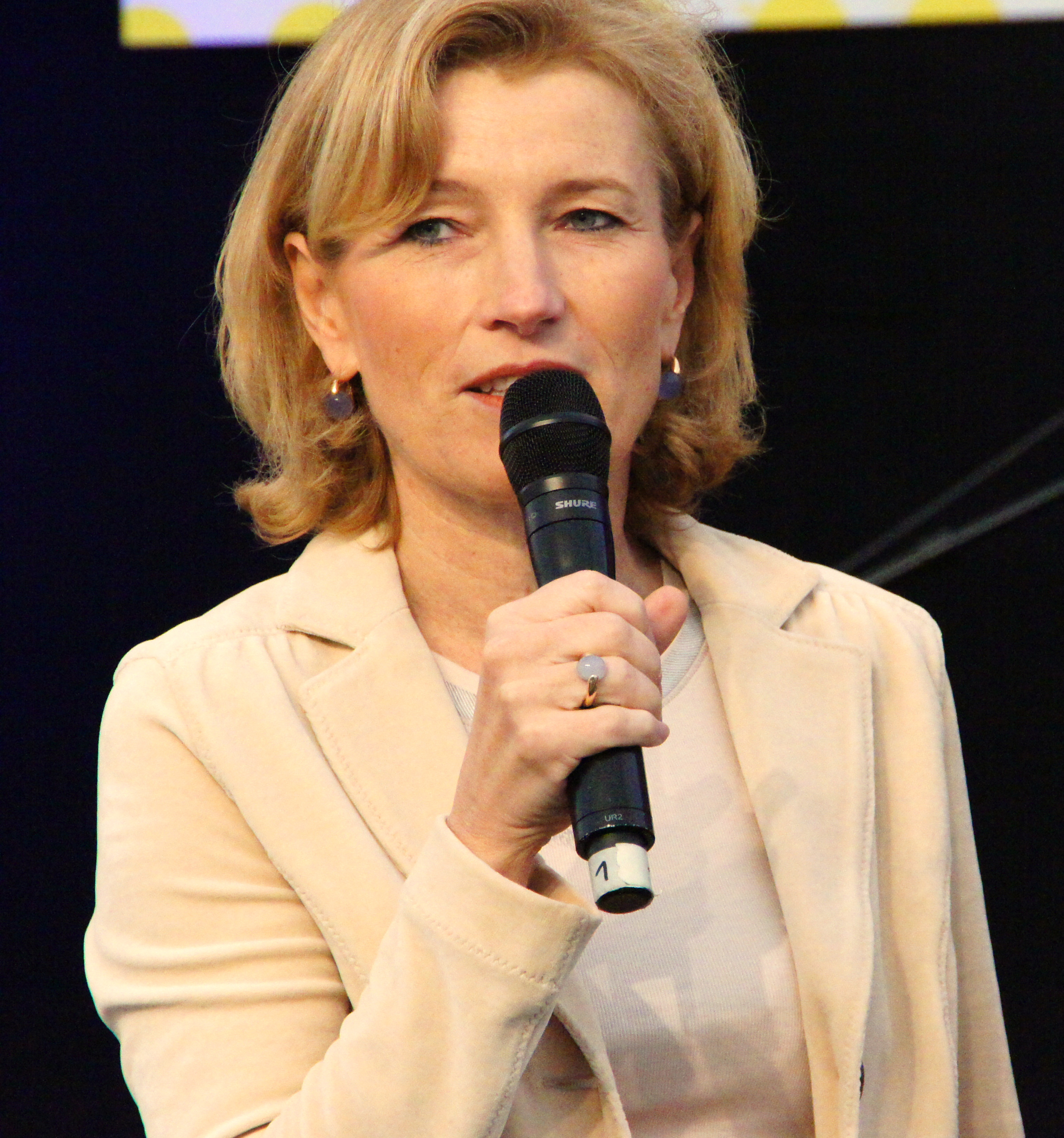
Martina Salomon (2013)

Martina Salomon, verheiratete Martina Jelinek-Salomon, (* 3. August 1960 in Linz) ist eine österreichische Journalistin. Von Oktober 2018 bis Ende Februar 2024 war sie Chefredakteurin der Tageszeitung Kurier, seither ist sie dessen Herausgeberin.

## Leben und Wirken
Salomon maturierte am Bundesrealgymnasium Traun, danach studierte sie Germanistik und Publizistik an der Universität Salzburg und promovierte 1986 zum Doktor der Philosophie.
Danach war sie freie Mitarbeiterin im ORF-Landesstudio Oberösterreich und bei den Oberösterreichischen Nachrichten. Von 1983 bis 1988 war sie Innenpolitik-Redakteurin in der Wiener Redaktion der Tiroler Tageszeitung. 1989 wechselte sie zum Standard. Ab 2004 war sie Innenpolitik-Ressortleiterin der Presse. Zuletzt verfasste sie in der Presse am Sonntag wöchentlich die Kolumne „Salomonisch – Das innenpolitische Wort zum Sonntag“. Diese wöchentliche Kolumne erscheint nun seit Oktober 2010 jeden Samstag in der Tageszeitung Kurier.
Am 1. Oktober 2010 wechselte Salomon zum Kurier und bekleidete dort die Position der stellvertretenden Chefredakteurin unter Helmut Brandstätter. Im November 2012 übernahm Salomon zusätzlich die Funktion der Ressortleiterin „Wirtschaft“. Sie moderiert regelmäßig die Kurier-Stadtgespräche und ist unter anderen Gast-Journalistin in der ORF-Pressestunde. Anfang September 2018 wurde sie vom Aufsichtsrat zur Chefredakteurin ab 1. Oktober 2018 bestellt.
Im Februar 2024 wurde sie zur Herausgeberin des Kuriers ab dem 1. März 2024 bestellt, zu ihrem Nachfolger als Chefredakteur des Kuriers wurde der bisherige Innenpolitik-Chef Martin Gebhart bestellt.
Salomon ist mit dem TV-Journalisten und ehemaligen ORF-Moderator Gerhard Jelinek verheiratet und hat zwei erwachsene Söhne.
Sie ist im Vorstand des Presseclubs Concordia und war von 2014 bis 2022 dessen Vizepräsidentin. Vom 18. bis 21. Mai 2023 nahm sie an der Bilderberg-Konferenz in Lissabon teil.

## Auszeichnungen
- 1996 Kardinal-Innitzer-Preis (Würdigungspreis für wissenschaftlich fundierte Publizistik)
- 2002 Leopold-Kunschak-Preis (Pressepreis)

## Publikationen
- 2015: Iss oder stirb (nicht)!. Leykam-Verlag, Graz 2015 (2. Auflage), ISBN 978-3-7011-7919-0
- 2018: Salomonisch serviert. Lebensrezepte und Lieblingsspeisen, edition a, Wien 2018, ISBN 978-3-99001-266-6